# Sporting Clube de Braga B
O Sporting Clube de Braga é um clube desportivo da cidade de Braga, Portugal, onde se praticam diversas modalidades. O presente artigo é sobre a sua equipa B de futebol, que joga na Liga 3, o terceiro escalão da modalidade em Portugal.
O Sporting Clube de Braga B, é a segunda equipa de futebol do Sporting Clube de Braga. Foi fundada em 1998 e dissolvida em 2006, sendo reiniciada novamente em 2012. Nesse mesmo ano, foi determinado que as equipas "B" podem entrar diretamente para a Segunda Liga, não podendo disputar a Taça de Portugal ou a Taça da Liga, nem subir à Primeira Liga. Funciona como uma equipa de reservas ou satélite, os jogadores nela inscritos podem representar a equipa principal. Por esta razão, Esta equipa tem como principal funções estabelecer a ligação entre a formação e a equipa principal e proporcionar competição a jogadores menos utilizados, de forma a que quando sejam chamados à equipa principal apresentem um bom ritmo competitivo.
Além disso, terão de incluir nas respetivas fichas de jogo pelo menos dez jogadores formados no clube, com idades entre os 15 e os 21 anos de idade, e que tenham sido inscritos na Federação há três épocas desportivas.

## História
Desde a sua fundação, o SC Braga teve em vários períodos equipas de reservas ou "B", sendo que um dos últimos projetos existiu entre os anos de 1998 e 2006. Neste ano o SC Braga anunciou o fim da sua equipa B, (na altura a competir na II Divisão B) devido aos custos associados à competição, e ausência de competitividade, que impediam os clubes "B" de ascenderem à Segunda Liga, uma ação que foi consentânea com os restantes clubes que possuíam equipas "B", (com excepção do Marítimo que manteve a sua equipa em atividade até à atualidade).
Na época 2007/08 a AF Porto cria a Liga Intercalar, uma competição destinada a rodar os jogadores menos utilizados, jogadores juniores e jogadores que regressem de lesão, para a qual foi convidada a equipa do SC Braga, conseguindo chegar à final da competição onde foi batida pela formação do Varzim SC.
Estava lançada a discussão sobre a utilidade da equipas "B", que levariam a que Liga Portuguesa de Futebol anunciasse o alargamento da Segunda Liga a partir da época 2012/13 para 24 equipas, com a inclusão de 6 equipas "B" (dos 6 mais bem classificados da Primeira Liga da época anterior).
O treinador Artur Jorge, antigo jogador do clube e que na época 2011/12 levou a equipa de juniores do SC Braga ao 3º lugar no Campeonato Nacional foi o escolhido para chefiar a equipa técnica na época 2012/13. No entanto devido ao excesso de juventude e falta de entrosamento, os resultados não foram os melhores, com a equipa a classificar-se nos lugares de despromoção, sendo substituído no comando técnico, em outubro de 2013, por António Conceição.
A equipa viria a ganhar novo fôlego e, com o contributo de algumas contratações na reabertura do mercado de transferências de jogadores no período de inverno, recuperaria até ao 16º lugar final (em 22 equipas). António Conceição acabaria por sair no final da época por desejar treinar uma equipa de Primeira Liga.

## Plantel
Atualizado em 2024